# 村野四郎

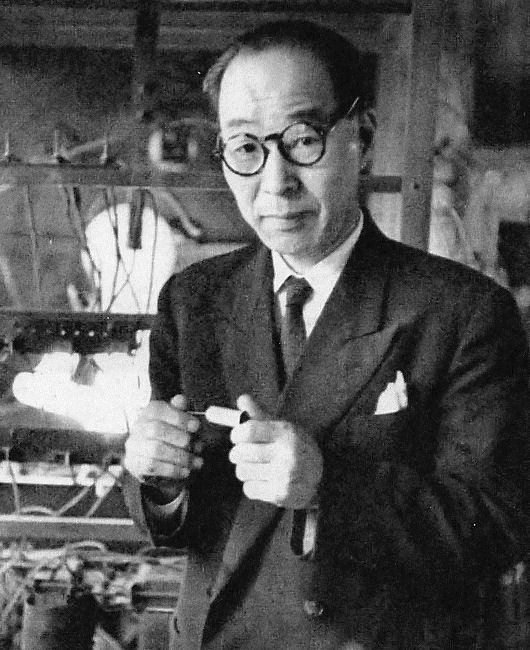
村野四郎（1955年）

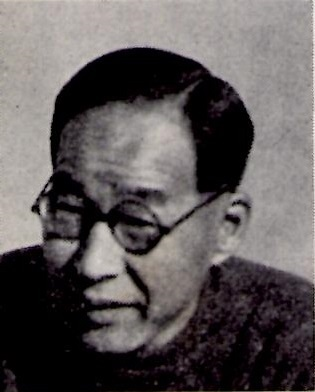
村野四郎

村野 四郎（むらの しろう、1901年〈明治34年〉10月7日 - 1975年〈昭和50年〉3月2日）は、日本の詩人。日本現代詩人会会長。理研コンツェルン役員。長男はセイコー株式会社代表取締役社長を務めた村野晃一。
東京北多摩郡多磨村に生まれた。父、兄たちが、それぞれ俳句や短歌を作るという文学的環境に育った。慶大理財科を卒業したが、詩への情熱は強く、1926年に第1詩集『罠』を刊行。ドイツ近代詩の影響を受け、モダニストの立場を鮮明にした。
頭で考えるのではなく、実際の物に即して考えるという新即物主義にもとづいた『体操詩集』は、人間存在と社会と宇宙の関係をとらえた画期的な詩集。戦後は独自の歩みをつづけ、「不在の神への近接」という実存的な詩境に達した。

## 来歴
東京府北多摩郡多磨村上染谷（現：東京都府中市白糸台）出身。実家は江戸時代から続く素封家で酒や雑貨などを売る富裕な商家「村野商店」で、四代目として村野儀右衞門を襲名した父親は寒翠と号する俳人でもあった。四郎は12人兄弟の四男として生まれる。次兄の村野次郎は北原白秋門下の歌人、三兄の村野三郎は西條八十門下の詩人。
文学者には珍しく体育が得意で、東京府立第二中学校（現：東京都立立川高等学校）時代は体操と柔道で活躍した。中学卒業の年に「中央文学」俳句欄で荻原井泉水に激賞されたことを機に「層雲」に入会し、自由律俳句の俳人として文筆活動をスタートした。
慶應義塾大学部理財科（現：経済学部）入学後、詩作に転じる。大学卒業後、尼崎汽船に入社するがすぐに退職し、理研コンツェルンに勤務。子会社の役員などを歴任する。ドイツ近代詩と「新即物主義」の影響を受け、事物を冷静に見つめて感傷を表さない客観的な美を作り出した。詩集『罠』でデビュー。『体操詩集』（1939年）では、スポーツを題材にした詩にベルリン五輪の写真を組み合わせた斬新さと新鮮な感覚が注目を浴び、文芸汎論詩集賞を受賞した。同詩集については自身は「ノイエザッハリッヒカイト的視点の美学への実験」と言っている。
1950年、東京都三鷹市に理研電解工業を設立し専務取締役に就任、後に社長となる。1960年には『亡羊記』で第11回読売文学賞を受賞、室生犀星は「現代詩の一頂点」と評価した。命日の3月2日は「亡羊忌」と名付けられている。晩年はパーキンソン病に悩まされた。1975年3月2日、間質性肺炎を併発し、順天堂大学医学部附属順天堂医院で死去。戒名は明徳院文修雅道居士。墓所は多磨霊園。没後長男の村野晃一により四郎の生い立ちをまとめた『飢えた孔雀 父、村野四郎』(2000年)が刊行された。

詩人の草野心平は読売新聞の夕刊に発表した村野の追悼文の冒頭で次のように書いた。この文章は後に書き改められて、作品として詩集『全天』に収められている。
――病院のベッドに仰向けのまま、終始天井をぼんやり見ながら、また眼をつむりながら彼はその時よくしゃべった。私は遠耳なので彼の言葉はききとりにくく「通訳」をとおしてきいていたが、涙は眼じりから頬に流れ耳たぶのところでたまり、それがまた尾をひいて頸からパジャマのなかにまでもぐっていた。彼はその涙のすじを一度もぬぐおうとはせず、よくしゃべった。その時、できたばっかりの最後の詩集『芸術』がおいてあった。――

## 作品、人物、その他
- 国語教材として取り上げられることの多い詩「鹿」、また合唱曲への作詞としては小中学校の卒業式の定番曲として知られる「巣立ちの歌」が有名である。訳詞も行っており、なかでもホフマン・フォン・ファラースレーベン作詞のドイツ語曲 "Biene"（SUMM SUMM SUMM）を日本語詞にした「ぶんぶんぶん」がよく知られている。

- 府中市ゆかりの詩人として、1969年（昭和44年）10月5日に制定された市歌「府中市の歌」を作詞した[3][7]。また府中市立小中学校をはじめ[3]、母校の東京都立第二新制高等学校（作曲は髙田三郎）など、多くの学校の校歌も作詞している。

- 没後の2003年（平成15年）には、府中市郷土の森博物館内の旧府中尋常高等小学校校舎1階に「村野四郎記念館」が開館した[3]。また、2013年（平成25年）4月24日からは府中市と京王電鉄の協力により、京王線府中駅下りホームの接近メロディに「ぶんぶんぶん」が採用された（上りホームは「府中小唄」）[8]。

## 著書

### 詩集
- 『罠』曙光詩社（1926年）
- 『体操詩集』アオイ書房（1939年）日本図書センター 2004
- 『抒情飛行』高田書院（1942年）
- 『珊瑚の鞭』（1944年）
- 『故園の菫』みたみ出版（1945年）
- 『予感』草原書房（1948年）
- 『実在の岸辺』創元社（1952年）
- 『抽象の城』宝文館（1954年）
- 『村野四郎詩集』東京創元社 ポエム・ライブラリイ 1958
- 『亡羊記』政治公論社『無限』編集部（1959年）
- 『村野四郎詩集』新潮文庫、1961
- 『蒼白な紀行』現代日本詩集　思潮社(1963年)
- 『村野四郎詩集』楠本憲吉編 白凰社 青春の詩集 1967
- 『村野四郎全詩集』筑摩書房（1968年）
- 『村野四郎 若い人のための現代詩』小海永二編著 社会思想社 現代教養文庫 1971
- 『村野四郎詩集』金井直編 弥生書房 世界の詩 1972
- 『村野四郎詩集』杉本春生編 旺文社文庫 1973
- 『芸術』（1974年）
- 『定本村野四郎全詩集』筑摩書房（1980年）
- 『日本の詩　村野四郎』平井照敏編 ほるぷ出版 1985
- 『村野四郎詩集』思潮社 現代詩文庫、1987
- 『村野四郎詩集　遠いこえ 近いこえ』扶川茂編 かど創房 1994
- 『詩人 村野四郎』府中市教育委員会監修 ネット武蔵野 2004

### 詩論
- 『牧神の首環』(1946年)
- 『今日の詩論』宝文館（1952年、1986年増補版(桜井勝美,山田野理夫編)
- 『現代詩の味い方』同和春秋社　中学生の文学教室（1953年）
- 『現代詩読本』河出新書（1954年）
- 『現代詩を求めて』社会思想研究会出版部、現代教養文庫（1957年）
- 『鑑賞現代詩 第3 昭和』筑摩書房 1962
- 『秀句鑑賞十二ケ月』愛育出版 1966
- 『秀歌鑑賞十二ケ月』愛育出版 1967
- 『現代名詩の鑑賞』愛育出版（1970年）
- 『現代詩入門』潮新書（1971年）
- 『詩的断想』冬樹社（1972年）

### 随筆
- 『詩人の鶏』酒井書店（1957年）
- 『鶏肋断想』毎日新聞社（1971年）

### 児童書
- 『こどものむさしの　童話集』国民図書刊行会（1943年、1946年改定版）
- 『ひばりの卵』茂田井武絵 児童図書刊行会（1947年）
- 『ニーベルンゲンの宝』大日本雄弁会講談社（1949年）
- 『ハーメルンのふえふき男』鈴木義治絵 岩崎書店 (1979年)

### 共編著
- 『近代詩入門講座 第1巻 (詩の歴史)』金子光晴,北川冬彦,伊藤信吉共編 新興出版社 1951
- 『現代の詩論』木下常太郎共編著 宝文館 1954
- 『現代作詩辞典』全3巻　近藤東,壷井繁治共編 飯塚書店 1955-56
- 『現代作詩講座』全3巻 壷井繁治,伊藤信吉共編 酒井書店 1956-57
- 『現代詩用語辞典』菅原克己共編 飯塚書店 1956
- 『西脇順三郎詩集』編　新潮文庫、1965
- 『世界の名詩 ジュニア版』全7巻 山本和夫共編 岩崎書店 1967-68
- 『三好達治詩集』編　旺文社文庫、1969
- 『西脇順三郎研究』福田陸太郎,鍵谷幸信共編 右文書院 1971
- 『講座・日本現代詩史』関良一・長谷川泉・原子朗共編 右文書院 1973
- 『世界の名画 21 キリコとデュシャン 未来派、形而上派とダダ』東野芳明,高階秀爾共著 中央公論社 1973
- 『金子光晴詩集』編　旺文社文庫、1974

### 作詞・訳詞
- 巣立ちの歌（1965年）[3]
- ぶんぶんぶん（訳詞）[3]
- 府中市立府中第十小学校校歌（1963年）[3]
- 府中市立府中第六中学校校歌（1967年）[3]
- 慶應義塾高等学校の歌（1968年）[9]
- 府中市の歌（1969年）[3][7]
- 府中市立白糸台小学校校歌（1970年）[3]
- 府中市立若松小学校校歌（1973年）[3]
- 府中市立小柳小学校校歌（1973年）[3]
- 府中市立府中第四小学校「多磨っ子のうた」[3]
- 府中市立府中第八中学校校歌（1974年）[3]